# Firelight (film 1964)
Firelight è un film d'avventura del 1964 scritto e diretto da Steven Spielberg quando quest'ultimo aveva appena 17 anni, con un budget di 500 dollari. Venne proiettato nel cinema locale, Phoenix Cinema, e fece guadagnare al regista un dollaro. "Ho contato le entrate in quella notte [...] e noi facevamo pagare un dollaro a biglietto. Cinquecento persone vennero al film e credo che qualcuno probabilmente pagò due dollari, perché abbiamo fatto un dollaro di profitto quella notte, e basta."

## Trama
Firelight narra di un gruppo di scienziati - in particolare di Tony Karcher e Howard Richards, che credeva all'esistenza degli UFO, che indaga su una serie di luci circolari che appaiono nel cielo e la conseguente scomparsa di persone, animali e oggetti nella fittizia città statunitense di Freeport, in Arizona.
Spielberg, che mostra la sua maturità di adolescente, ha coinvolto il disaccordo coniugale tra Kercher e sua moglie Debbie e l'ossessiva ricerca di Richards per convincere la CIA che la vita aliena non esiste.
Arriva la svolta, rappresentata da tre alieni, che rivelano il loro scopo: il trasporto di Freeport sul loro pianeta Altaris per creare uno zoo umano.

## Cast
Molti attori del cast di Firelight provengono dalla produzione della Arcadia High School. La sorella di Spielberg ha avuto un ruolo primario nella pellicola.
- Clark Lohr (Howard Richards)
- Carloyn Own (Madre di Lisa)
- Robert Robyn (Tony Karcher)
- Nancy Spielberg (Lisa)
- Beth Weber (Debbie)
- Margaret Peyou (Helen Richards)
- Warner Marshall (Soldato)
- Dede Pisani (Amante)
- Tina Lanser (Colf)
- Chuck Case (Ragazzo)

## Produzione e musica
Spielberg stesso compose la colonna sonora di Firelight, con il suo clarinetto, mentre la madre del regista ha aggiunto un pezzo di piano. La Arcadia High School ha poi ricreato l'intera colonna sonora.
Il film venne girato durante i week-end. Molte scene furono girate a casa di Spielberg e nel suo garage.
Fu proiettato in una sala con 500 persone, e costando un dollaro il biglietto la proiezione avrebbe coperto i costi. E così fu,ma Spielberg guadagnò un dollaro extra, per la generosità di uno spettatore che pagò il doppio.